# Chicxulub-Krater
Koordinaten: 21° 18′ N, 89° 36′ W

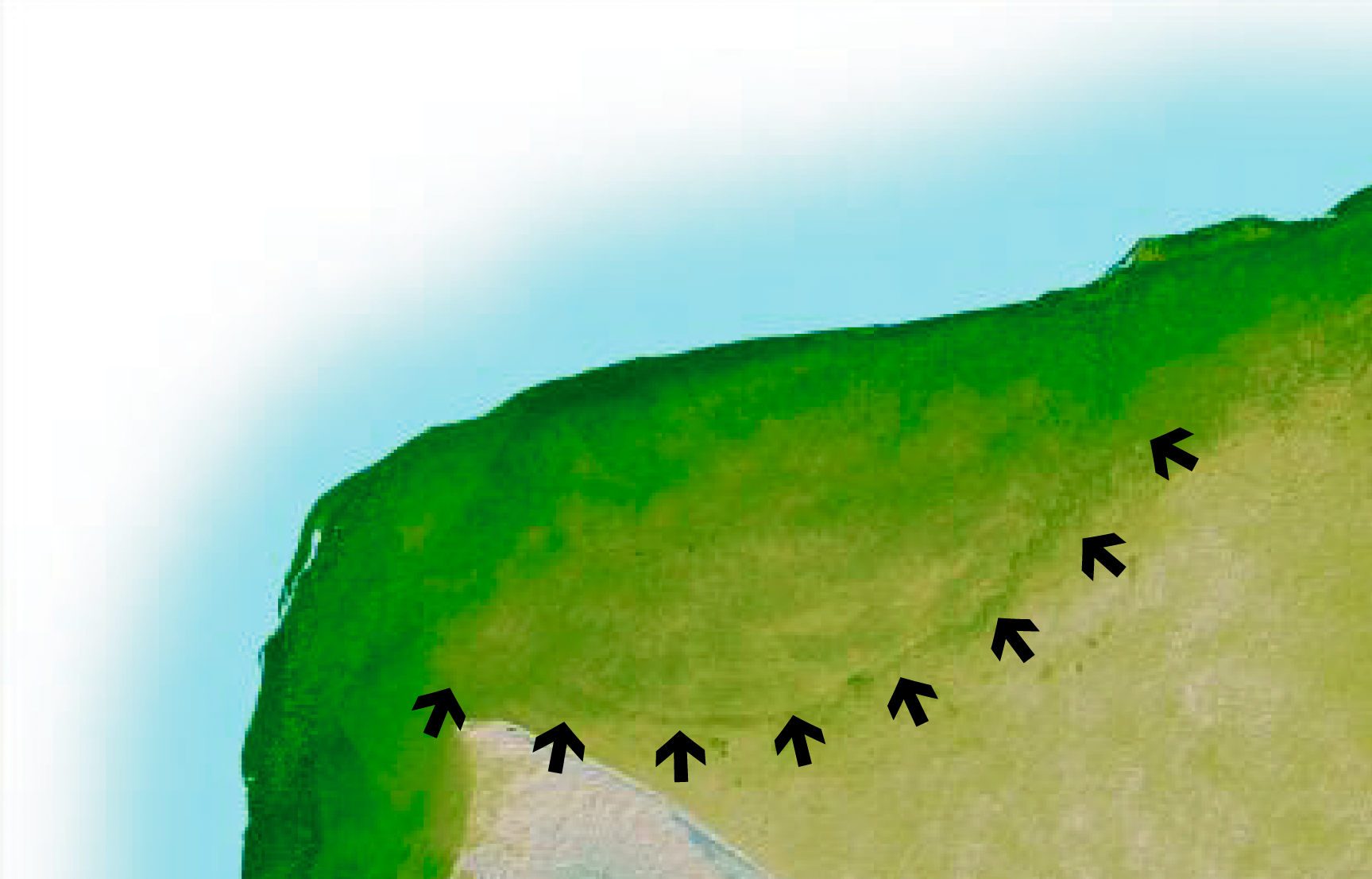
Der Chicxulub-Krater

Der Chicxulub-Krater (nach dem Ort Chicxulub Pueblo, von Mayathan Ch’ik Xulub [tʃikʃuˈlub], ch’ik „Floh, Zecke“, xulub’ „Teufel, Dämon, Horn“) ist ein 66 Millionen Jahre alter Einschlagkrater mit ca. 180 km Durchmesser im Norden der Halbinsel Yucatán in Nordamerika (Mexiko). Da er unter mächtigen Sedimentgesteinen begraben und nicht erodiert ist, zählt er zu den besterhaltenen großen Einschlagkratern der Erde. Im Zusammenhang mit der Kreide-Paläogen-Grenze wird er mit dem Aussterben der meisten Dinosaurier und eines großen Teils der mesozoischen Tier- und Pflanzenwelt während des Übergangs zum Känozoikum in Verbindung gebracht.

## Lage, Größe und Identifizierung des Kraters
Das Zentrum des Chicxulub-Kraters liegt an der yukatekischen Küste, ungefähr unter der namengebenden Ortschaft Chicxulub Puerto, nördlich von Mérida. Während sich der Südteil der Impaktstruktur im Gebiet des Bundesstaates Yucatán befindet, erstreckt sich ihr nördlicher Bereich in den Golf von Mexiko hinaus. Vom Rand des Kraters hin zu dessen Zentrum steigt die Mächtigkeit der darüber abgelagerten känozoischen Sedimentschichten von etwa 300 auf 1000 Meter.
Der Krater wurde mittels der Vermessung von magnetischen und gravitativen Anomalien im Jahr 1991 nachgewiesen und eindeutig als Impaktkrater identifiziert. Er bildet ein nahezu kreisförmiges, etwa 180 km durchmessendes Becken mit Zentralberg und innerer Ringstruktur. Die festgestellten Gravitationsanomalien führten zu der Annahme, dass der Krater mindestens drei Ringe und vermutlich noch einen zusätzlichen äußeren Ring mit ca. 300 km Durchmesser besitzt. Die Kratertiefe beträgt 10 km (unmittelbar nach dem Einschlag 30 bis 35 km). Da das Größenverhältnis von einem Impaktor zum erzeugten Einschlagkrater meistens zwischen 1:10 und 1:20 liegt, dürfte der Durchmesser des damaligen Asteroiden oder Kometen etwa 10 bis 15 km betragen haben.
An der Oberfläche ist von diesem drittgrößten Impaktkrater der Erde wenig zu bemerken, da der Norden von Yucatán sehr flach ist. Allerdings haben Untersuchungen gezeigt, dass leichte Bodenerhebungen nahezu halbkreisförmige Strukturen bilden und die Stärke der tropischen Bodenbildung ebenfalls den früheren Krater nachzeichnet. Außerdem existiert bei einem Radius von etwa 83 km (Durchmesser von 166 km) eine konzentrische, perlschnurartige Aufreihung der für dieses Karstgebiet typischen Cenoten. Die Daten der Shuttle Radar Topography Mission zeigen ebenfalls eine deutliche halbkreisförmige Topographie im Bereich der Impaktstruktur. Eine durch geophysikalische Beobachtungen unterstützte 3D-Simulation legt nahe, dass der Aufprall aus Nordosten erfolgte, mit einem Winkel von etwa 45° bis 60° gegen die Horizontale.

## Erforschung des Chicxulub-Kraters
Die Bedeckung des Chicxulub-Einschlagkraters mit mächtigen jüngeren Sedimentgesteinen hat nicht nur dessen Entdeckung verzögert, sondern erschwert auch seine Erforschung und macht geologische Kernbohrungen extrem teuer.

### Forschungsgeschichte
Die Entdeckungsgeschichte des Chicxulub-Kraters begann in den 1940er-Jahren, als Geophysiker der staatlichen mexikanischen Erdölgesellschaft PEMEX während einer flugzeuggestützten Sondierung im Gebiet von Mérida eine ungewöhnliche gravitative und magnetische Anomalie feststellten. In der Hoffnung, auf eine Erdöllagerstätte zu stoßen, führte man in den 1950er-Jahren mehrere Bohrungen durch. Doch kam dabei kein Erdöl zu Tage, sondern für die Yucatán-Plattform untypische Gesteine, ähnlich dem Andesit. Da die meisten Geologen zu jener Zeit mit dem Phänomen von Einschlagkratern nicht vertraut waren, wurde in der ersten international zugänglichen Bestandsaufnahme von López Ramos (1975) die Untergrundstruktur als Vulkan gedeutet, der in die Sedimentgesteine der Kreide eingedrungen sei. Die Geophysiker Penfield und Camargo äußerten 1981 auf einem geophysikalischen Kongress erstmals die Vermutung, es könnte sich hierbei um einen Meteoritenkrater handeln. Ihre Idee fand jedoch vorerst wenig Resonanz.

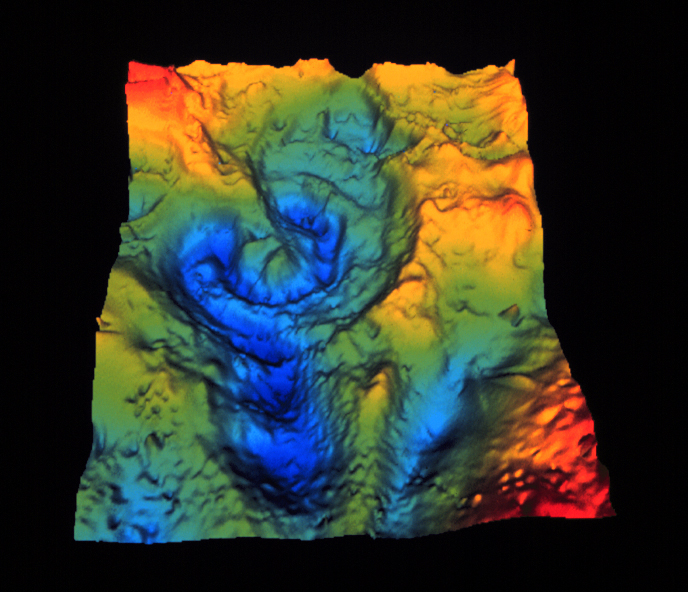
Computergenerierte Karte des Chicxulub-Kraters anhand der Schwereanomalien

In den späten 1970er-Jahren arbeitete ein Forschungsteam der Universität Berkeley um den Physiker Luis Walter Alvarez und dessen Sohn, dem Geologen Walter Alvarez, an der Magnetostratigraphie von Meeresablagerungen der Oberkreide und des Paläogens nahe der Ortschaft Gubbio in der mittelitalienischen Region Umbrien. In der dort besonders ausgeprägten Kreide-Paläogen-Grenzschicht fanden die Forscher einen ungewöhnlich hohen Anteil des auf der Erde normalerweise sehr seltenen und zumeist aus vulkanischen Quellen stammenden Edelmetalls Iridium. Die signifikante Iridiumkonzentration innerhalb des schmalen Zeitfensters der K-P-Grenze schloss vulkanische Einflüsse jedoch nahezu aus und führte zur Annahme eines großen Asteroideneinschlags, der die irdische Biosphäre schwer belastet und zu einem globalen Artensterben geführt hatte.
Die „revolutionäre“ Hypothese von Vater und Sohn Alvarez wurde im Juni 1980 im Fachjournal Science publiziert und fand in den Geowissenschaften ein lebhaftes und lang anhaltendes Echo. Es folgte eine zehnjährige und zunächst ergebnislose Suche nach dem postulierten Einschlagkrater. Dieser wurde 1991 identifiziert, nachdem man festgestellt hatte, dass die Ablagerungen an der Kreide-Paläogen-Grenze im Gebiet des heutigen Golfs von Mexiko am mächtigsten waren und nachdem die seit Jahrzehnten existierenden Aufzeichnungen der mexikanischen Erdölgesellschaft einer umfassenden Analyse unterzogen worden waren. Es ist eine Ironie dieses Wissenschaftskrimis (anschaulich in Walter Alvarez’ Buch T. Rex and the Crater of Doom beschrieben), dass die Probe des Yucatán-Andesits, an der sowohl der Nachweis der Impaktindikatoren als auch die erste Altersdatierung des Kraters gelangen, jahrelang als Briefbeschwerer eines Geologen der Erdölgesellschaft PEMEX gedient hatte.

### Geophysikalische Untersuchungen
Um Rückschlüsse über die freigesetzte Energie des Asteroideneinschlags zu gewinnen und den Aufprallwinkel sowie die Größe des Impaktors bestimmen zu können, mussten die Dimensionen und die Struktur des Kraters möglichst genau bekannt sein. Dies erfordert eine Vielzahl geophysikalischer Methoden wie Geomagnetik, Gravimetrie und Seismik. Während die erste Rekonstruktion des Chicxulub-Kraters vor allem anhand der Unterlagen von PEMEX erfolgte, konnten in den 1990ern weitere geophysikalische Daten auf Grundlage der Landseismik durch das Institut für Geophysik der UNAM (Mexiko) gesammelt werden. Anfang 2005 wurden weitere seismische Messungen an Bord der R/V Maurice Ewing im Golf von Mexiko durchgeführt und deren Ergebnisse anschließend auf wissenschaftlichen Tagungen und in der Fachliteratur präsentiert.

### Bohrungen
Die einzige Möglichkeit, die Impaktite des Chicxulub-Kraters direkt zu analysieren, sind technisch aufwändige und teure Bohrungen. Die in den 1950er- und 1960er-Jahren durchgeführten Bohrprojekte reichten zwar teilweise bis in 3500 Meter Tiefe, besitzen jedoch nur geringe geologische Relevanz, da sie zum Auffinden von Erdöllagerstätten konzipiert waren. Zudem gelten die meisten der damals sporadisch entnommenen Proben als verschollen. Daher initiierte die UNAM 1996 ein Flachbohrprogramm im Bundesstaat Yucatán, wobei aufgrund der geringen Bohrtiefe von maximal 800 Metern nur Impaktite der Auswurfmassen von außerhalb des eigentlichen Kraterbereichs geborgen wurden. Die Aussichten, mit einer Bohrung Bruchstücke des Impaktors zu finden, sind allerdings extrem gering, da dieser im Moment des Einschlags durch die enorme Energiefreisetzung nahezu restlos verdampfte.
In einem Kooperationsprojekt unter Leitung des Internationalen Kontinentalen Tiefbohrprogramms am GeoForschungsZentrum Potsdam wurde 2002 das Chicxulub Scientific Drilling Project bei Yaxcopoil, südlich von Mérida, durchgeführt. Die Kernbohrung Yaxcopoil-1 erreichte eine Tiefe von 1511 Metern und förderte einen nahezu vollständigen Bohrkern von känozoischen Sedimentgesteinen (0–795 m), verschiedene Lagen von Impaktiten innerhalb des Kraters (794–896 m) sowie eine Sequenz von Gesteinsschichten aus der Oberkreide, die vermutlich von einem in den Krater gerutschten Megablock des Untergrundes stammt (896–1511 m). Mehrere Forschergruppen untersuchten danach die gut erhaltenen Impaktite unter mehreren Aspekten. Erste Ergebnisse wurden 2004 in einem Sonderband der Fachzeitschrift Meteoritics & Planetary Science veröffentlicht. Auf der Grundlage der bisher erzielten geophysikalischen Resultate wurden weitere Tiefbohrungen im Chicxulub-Krater für 2016 geplant. Erste Resultate dieser erneuten Bohrung, die bis 1335 Meter unter den Meeresboden reichte, wurden im Januar 2018 vorgestellt.

### Oberflächengesteine als Impaktzeugen
In den letzten beiden Jahrzehnten wurden dem Asteroideneinschlag zugeschriebene Sedimentgesteine im näheren und weiteren Kraterumkreis entdeckt. Neben zum Teil mehrere Meter mächtigen Ablagerungen im Südosten der USA, auf Haiti, Kuba und in Nordost- und Zentralmexiko waren es vor allem chaotische Brekzien im Südosten Mexikos und in Guatemala, die besondere Aufmerksamkeit erregten. Ein Beispiel hierfür sind die im Südosten von Yucatán entdeckten Kalksteinbrekzien, die mitunter Trümmerfragmente aus dem Kraterinneren enthalten. Von der Analyse dieser zwischen 280 und 365 km Entfernung vom Kraterzentrum aufgefundenen Lockersedimente erhofft man sowohl genauere Daten über den Chicxulub-Krater als auch weitere Erkenntnisse im Hinblick auf das damalige Massenaussterben.
All diesen Sedimenten ist gemeinsam, dass sie, ebenso wie die Kratergesteine und die global nachweisbare Kreide-Paläogen-Grenzschicht, als Kurzzeitphänomene zu den Eventablagerungen zählen, wie sie innerhalb von Monaten, Tagen, Stunden oder sogar Minuten nach einem Impakt entstehen. Diese zeitlichen Größenordnungen liegen jenseits des herkömmlichen stratigraphischen und radiometrischen Auflösungsvermögens, sind jedoch zunehmend Forschungsgegenstand einer noch jungen wissenschaftlichen Disziplin, der Eventstratigraphie.
Im Jahr 2019 publizierte ein internationales Forscherteam eine Studie über Ablagerungen in der Hell Creek Formation im Gebiet der terrestrischen Lagerstätte Tanis in North Dakota, USA, die den Forschern zufolge weniger als eine Stunde nach dem Impakt entstanden sind. Eine Flutwelle hatte hier zahlreiche Ammoniten, Fische (u. a. Störe und Löffelstöre), Landtiere und Pflanzenteile übereinander getürmt, vermischt mit Auswurfmaterial des Impakts, das sowohl in den Kiemen der fossilen Fische als auch im Inneren von Bernstein erhalten geblieben ist.

## Der Chicxulub-Einschlag und das Massenaussterben an der Kreide-Paläogen-Grenze

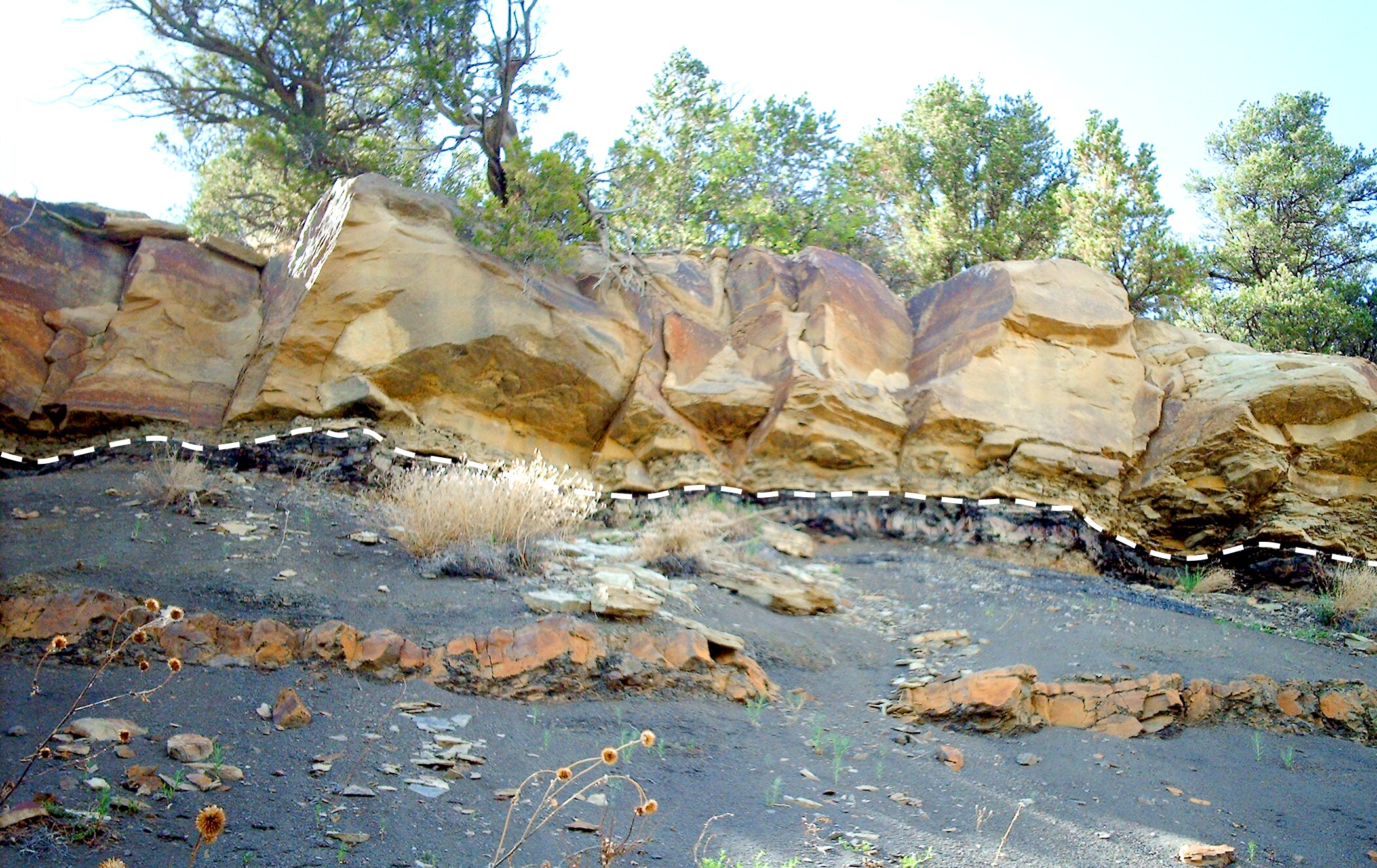
Kreide-Paläogen-Grenze (gestrichelte Linie) im Trinidad Lake State Park, Colorado (USA)

Die zeitliche Übereinstimmung der Iridium-Anomalie mit dem Aussterbeereignis an der K-P-Grenze war der Kernpunkt der Alvarez-Studie von 1980. Das Szenario erforderte einen Impaktkörper von etwa 10 bis 15 km Durchmesser, dessen schlagartig freigesetzte kinetische Energie eine weltweite Welle der Zerstörung auslöste, der etwa 70 bis 75 Prozent aller damaligen Arten zum Opfer fielen. Mit dem Chicxulub-Einschlag als Global Killer schien die Ursache für das Verschwinden der Dinosaurier und vieler anderer Lebensformen gefunden worden zu sein.

### Wissenschaftliche Debatte zu der Rolle des Einschlags
Während die Mehrheit der Geowissenschaftler diese Ansicht im Wesentlichen teilte, kritisierten andere zu Beginn der 2000er-Jahre, dass der Einschlag nicht die Rolle gespielt haben könne, die man ihm zwei Jahrzehnte lang zuschrieb. Entdeckungen von Impaktgläsern in älteren kreidezeitlichen Ablagerungen wurden als Indiz gedeutet, dass der Chicxulub-Krater bereits 300.000 Jahre vor der eigentlichen Kreide-Paläogen-Grenzschicht entstanden war und womöglich zu einer ganzen Serie von Impaktereignissen gehörte. Elementhäufigkeitsverhältnisse von extraterrestrischen Spuren (z. B. Ir, Ru) in den erbohrten Chicxulub-Sedimenten stimmen allerdings nicht mit den Häufigkeitsverhältnissen der in Europa und weltweit gefundenen Kreide-Paläogen-Grenzschicht überein. Offensichtlich handelte es sich um unterschiedliche Projektilarten, die zu einem nahezu steinmeteoritischen (chondritischen) Platingruppenelement-Häufigkeitsmuster in Europa und einem nicht-chondritischen, eisenmeteoritischen Häufigkeitsmuster in den Chicxulub-Sedimenten führten.
Das Massenaussterben wäre demnach nicht auf einen Asteroiden, sondern hauptsächlich auf die umfangreichen Flutbasalte des Dekkan-Trapps im westlichen Indien zurückzuführen. Die vulkanischen Aktivitäten dieser Magmatischen Großprovinz mit erheblichen Ausgasungen von Kohlenstoff- und Schwefeldioxid im höheren Gigatonnenbereich über einen Zeitraum von mehreren Hunderttausend Jahren hätten ausgereicht, die irdische Biosphäre nachhaltig zu destabilisieren.
Diese „Vordatierung“ stieß von Anfang an auf Kritik und gilt angesichts der aktuellen Forschungsergebnisse als unwahrscheinlich. Der Einsatz modernster Datierungsmethoden mit sehr geringen Toleranzbereichen führte zu dem Resultat, dass Impaktereignis und Kreide-Paläogen-Grenze zeitlich präzise übereinstimmen. Auch der dem Einschlag folgende Impaktwinter gilt inzwischen als faktisch gesichert. In der Wissenschaft bestand bis vor kurzem größtenteils Einigkeit darüber, dass am Ende der Kreide die Biodiversität und die Stabilität der Ökosysteme im Schwinden begriffen waren. Inzwischen spricht aber eine zunehmende Anzahl von Indizien dafür, dass die ökologische Situation im späten Maastrichtium gefestigter war als lange Zeit angenommen und dass wenig auf ein „schleichendes“ Dekkan-Trapp-Aussterben vor der K-P-Grenze hindeutet. Neuere Untersuchungen kommen deshalb zur Schlussfolgerung, dass alleine der Chicxulub-Einschlag das Ende der mesozoischen Faunenwelt einleitete.

### Das Szenario nach aktuellem Wissensstand
Das gegenwärtig wahrscheinlichste Szenario geht davon aus, dass vor 66,040 (± 0,032) Millionen Jahren ein 14 km großer Asteroid (einer speziellen Art aus dem äußeren Hauptgürtel) mit einer Geschwindigkeit von etwa 20 km/s (72.000 km/h) in einem relativ steilen Winkel in ein tropisches Flachmeer einschlug, mit der Explosivkraft von mindestens 200 Millionen Hiroshima-Bomben detonierte und dabei nahezu vollständig verdampfte. Der Impaktor schleuderte durch die Wucht der Explosion, die wahrscheinlich auf dem gesamten Erdball zu vernehmen war, einige tausend Kubikkilometer Carbonat- und Evaporitgestein über weite Strecken als glühende Ejekta bis in die Stratosphäre. Während die meisten Bestandteile des Trümmerhagels wieder auf die Oberfläche zurückfielen, wurde ein kleinerer Teil aus dem Gravitationsfeld der Erde geschleudert. Neben den unmittelbaren Auswirkungen des Einschlags wie Megatsunamis, einer überschallschnellen Druck- und Hitzewelle sowie Erdbeben im Bereich der Stärke 11 oder 12 traten weltweit Flächenbrände auf, deren Ausdehnung und Dauer derzeit noch diskutiert wird. Innerhalb weniger Tage verteilte sich in der gesamten Atmosphäre eine große Menge an Ruß- und Staubpartikeln, die das Sonnenlicht über Monate hinweg absorbierten, einen globalen Kälteeinbruch herbeiführten und die Photosynthese der Pflanzen an Land und in den Meeren weitgehend zum Erliegen brachten. Ein zusätzlicher Abkühlungsfaktor waren möglicherweise Schwefelsäure-Aerosole, die laut einer aktuellen Untersuchung entscheidend zu einem Temperatursturz von 26 K beitrugen und dafür sorgten, dass die globale Durchschnittstemperatur für mehrere Jahre unter den Gefrierpunkt sank.

### Auswirkungen auf die Flora und Fauna
Von der folgenden biologischen Krise waren die ozeanischen und festländischen Biotope gleichermaßen betroffen. Im Verlauf eines nicht genau zu definierenden Zeitraums starben außer den Dinosauriern und der in den Ozeanen heimischen Megafauna auch die Ammoniten, fast alle kalkschalenbildenden Foraminiferen, die meisten Vogelarten sowie in erheblichem Umfang verschiedene Planktongruppen aus. Nach einer vermutlich mehrere Jahrzehnte dauernden Kältephase begann eine rasche, zu Hitzestress führende Erwärmung mit einer Dauer von ungefähr 50.000 Jahren, bedingt durch Milliarden Tonnen Kohlenstoffdioxid, die der Einschlag infolge der Verdampfung ozeanischer Böden innerhalb von Sekunden freigesetzt hatte, zu einem größeren Teil verursacht von den massiv erhöhten CO2-Ausgasungen des Dekkan-Trapps, möglicherweise initiiert von den tektonischen Erschütterungen des Asteroideneinschlags.
Diese Annahme steht im Einklang mit der relativ neuen Hypothese, dass aufgrund der Impaktenergie von 3×1023 Joule (nach einer anderen Berechnung 1×1024 Joule) und der dadurch ausgelösten tektonischen Schockwellen der lange „schwelende“ Dekkan-Trapp eine erhebliche Zunahme seiner Aktivität verzeichnete. Laut den entsprechenden Studien ist der geologisch kurzfristige, über Jahrtausende in das Paläogen reichende Ausstoß von 70 Prozent aller Dekkan-Trapp-Flutbasalte auf den Chicxulub-Einschlag zurückzuführen. In der Wissenschaft herrscht jedoch Uneinigkeit darüber, ob die Hauptaktivität dieser magmatischen Großprovinz unmittelbar an beziehungsweise kurz nach der Kreide-Paläogen-Grenze oder bereits vorher stattfand.
Die Impaktkatastrophe bewirkte nicht nur eine starke Reduzierung der Fauna, sondern führte auch dazu, dass in manchen Regionen fast 60 Prozent aller Pflanzenarten ausstarben. Weltweit kam es zu einer Ausbreitung von Pilzen, Moosen und Flechten und nach einiger Zeit zu einer Wachstumsspitze bei Farngewächsen. Dennoch verlief die Regeneration der terrestrischen Biotope im Vergleich mit anderen Massenaussterben der Vergangenheit relativ zügig, wovon unter anderem die Säugetiere profitierten, die bereits im frühen Paläozän eine erste Zunahme der Biodiversität und damit die Bildung neuer Arten verzeichneten. In den Ozeanen ähnelte die chemische Beschaffenheit der oberflächennahen Wasserschichten einschließlich des pH-Werts nach etwa 80.000 Jahren wieder jener der späten Kreide, während die vollständige Erneuerung der Meere bis in die Tiefseebereiche wahrscheinlich mehr als eine Million Jahre beanspruchte.
Wandel der lokalen Flora
Der Einschlag führte auch zur Entstehung neotropischer Regenwälder wie Amazonia. Fossilien von Pollen und Blättern zeigen, dass innerhalb einer ca. 6 Millionen Jahre dauernden Erholungsphase hin zu vorheriger Pflanzen-Biodiversität – welche lokal um ca. 45 % abgesenkt wurde – die Artenzusammensetzung und Struktur dortiger Wälder ersetzt wurde. Sie entwickelten sich von weiträumigen Wäldern zu Wäldern, die dichte Baumkronen haben, von Blütenpflanzen dominiert werden und fortgeschrittene vertikale Schichtung aufweisen.

### Besonderheiten des Einschlags
Die Verfasser einer 2017 publizierten Studie weisen darauf hin, dass der Chicxulub-Asteroid in Gesteinsschichten mit hohen Konzentrationen an Kohlenwasserstoffen und Schwefel einschlug. Durch die großflächige Erhitzung und Verdampfung der ozeanischen Sedimente in dieser Region verteilten sich umfangreiche Mengen an Ruß- und Sulfataerosolen in der Stratosphäre, wodurch die klimatischen Auswirkungen des folgenden Impaktwinters erheblich verstärkt wurden. Hätte der Asteroid ein Gebiet mit geringeren Kohlenwasserstoff-Anteilen getroffen (etwa 87 Prozent der Erdoberfläche), wäre die biologische Krise vermutlich glimpflicher verlaufen, mit einer deutlich höheren Überlebensrate der mesozoischen Fauna. Der wahrscheinliche Aufprallwinkel von ungefähr 45 bis 60° lässt zudem darauf schließen, dass der Asteroid in diesem Winkelbereich, im Hinblick auf Auswurfmasse und verdampfte Sedimentschichten, das größte Zerstörungspotenzial entfaltete.